# Лафайетт-стрит (Манхэттен)
Лафайе́тт-стрит (англ. Lafayette Street) — односторонняя улица в нижнем Манхэттене.
Лафайетт-стрит берёт начало от пересечения Рид- и Сентер-стрит, проходит через Чайнатаун, Маленькую Италию, районы Нолита и Нохо и между 9-й и 10-й улицами переходит в Парк-авеню. Вдоль левой полосы проходит велосипедная дорожка. К югу от Спринг-стрит движение по Лафайетт-стрит допускается только на юг, к северу — соответственно, на север.

## История
В 1804 году промышленник Джон Астор выкупил в нижнем Манхэттене крупный земельный участок. В 1825 году через него была проложена улица, представлявшая собой бульвар шириной 100 футов (около 30 метров). Она брала начало от улицы Астор-плейс и заканчивалась улицей Грейт-Джонс-стрит. Улица получила название Лафайетт-плейс (англ. Lafayette Place) в честь Жильбера Лафайета, принимавшего активное участие в Войне за независимость. Участки по обеим сторонам улицы были быстро распроданы за сумму, значительно превышавшую их первоначальную стоимость. В 1833 году на западной стороне улицы был выстроен ряд домов в неогреческом стиле. Ныне они известны под названием «Колоннадный ряд» (англ. Colonnade Row) и внесены в Национальный реестр исторических мест США.

## Летние улицы
В 2008 году Департамент транспорта Нью-Йорка закрыл Лафайетт-стрит для автомобильного движения на три субботы в рамках программы «Летние улицы». Эта программа была возобновлена в 2009 году. С 2013 года программа была принята на постоянной основе. Закрытие происходит в первую, вторую и третью субботу каждого августа.